# Parc marin de Saziley
Le parc marin de Saziley est une aire marine protégée (à ne pas confondre avec un parc naturel marin) située à Mayotte entre la pointe sud de Grande-Terre et l'« îlot de sable blanc », dans l'océan Indien. On compte plus de 80 espèces dans ce parc dont certaines très rares comme les Dugongs.
Le parc a été créé par un arrêté du préfet de Mayotte en 1991.

## Géomorphologie
La surface totale est de 2 800 ha :
- cinq plages (dont deux plages de ponte de tortues protégées par arrêté préfectoral de protection de biotope)
- platier sablo-détritiques avec présence d’herbier et parfois en état d’envasement ;
- une pente externe du platier souvent riche en coraux ;
- un lagon d’une profondeur maximum de 46 m[2] ;
- deux chenaux d'une profondeur respective maximale de 19 m (au nord-est) et 21 m (au sud-est) ;
- le récif du sable blanc avec la présence d’un îlot d’une longueur totale à marée basse d’environ 500 m composé de matériaux détritiques coralliens.

## Faune
On y voit notamment des dauphins et des baleines.
Les plages de Saziley constituent également un important site de ponte pour les tortues vertes, mais elle y sont encore très braconnées.